# Skvrna Mordor

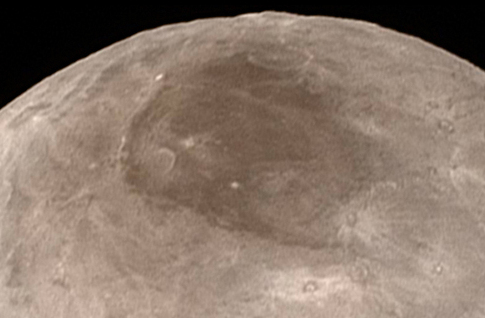
Mordor vypadá jako tmavá skvrna

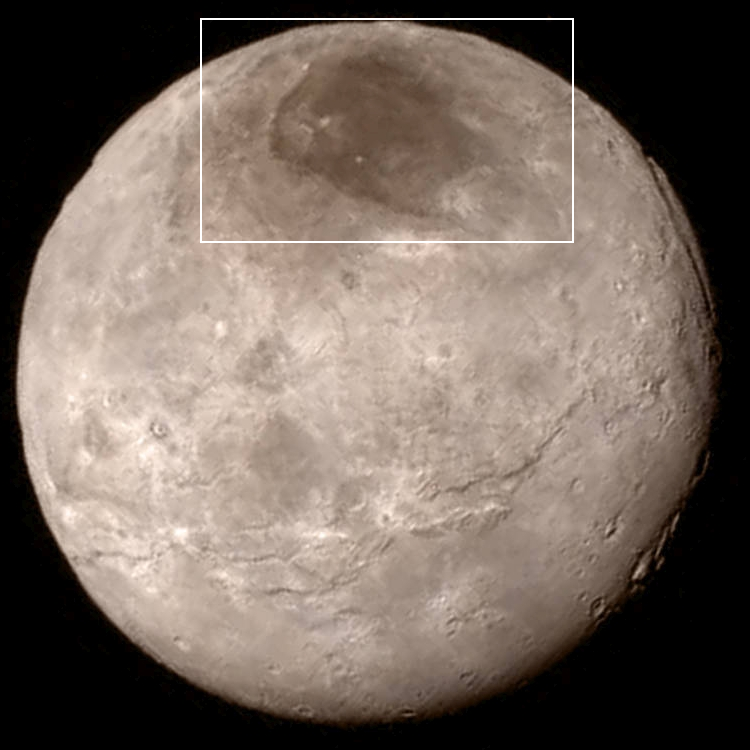
Skvrna Mordor se nachází na Charonově severním pólu

Skvrna Mordor (anglicky Mordor Macula, Mordorská skvrna) je velká tmavá oblast poblíž severního pólu měsíce Charonu, která má cca 475 km v průměru. Oblast je pojmenována po černé zemi Mordor v Tolkienově knize Pán prstenů, se svojí předlohou má i podobný tvar. Jméno je neoficiální, tým objevitelů jej ale může předložit Mezinárodní astronomické unii ke schválení.
Zatím není zcela zřejmé, co vlastně skvrna Mordor je. Tmavá barva oblasti může být způsobena zmrzlými plyny, které unikly z atmosféry Pluta, ohromným impaktním kráterem nebo obojím.